# Ala (aeronautica)

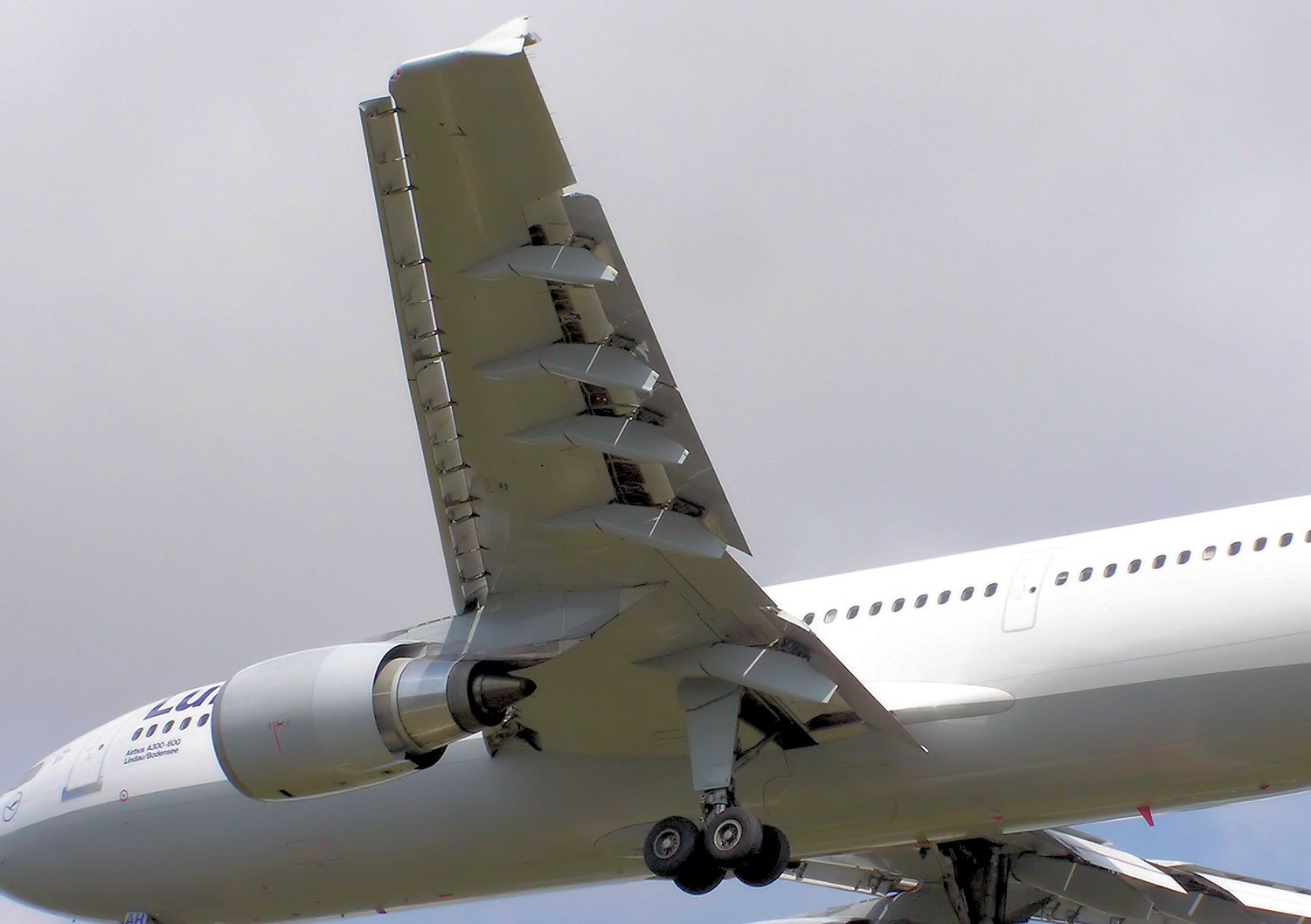
Ala di un Airbus A300B4-600 Lufthansa

Con il termine di ala in aerodinamica s'intende una superficie disposta genericamente secondo un determinato assetto, rispetto alla corrente fluida che l'investe (e non necessariamente in posizione orizzontale) e capace di generare una serie di azioni fluidodinamiche (risultante di forze e momenti) causate da complessi meccanismi fisici legati a variazioni locali di velocità, di pressione ed azioni viscose, agenti sulla sua superficie.
Usualmente la risultante delle forze aerodinamiche viene 'scissa' in tre sue componenti, così suddivise:
1. un'azione portante o di portanza (lift, L)  disposta ortogonalmente al vettore di velocità asintotico dell'aria 'v' che la investe;
2. un'azione resistiva o di resistenza (drag, D) disposta parallelamente al vettore di velocità asintotico dell'aria 'v' che la investe ed equiverso con essa;
3. un'azione deviante o di devianza (slip, S) disposta ortogonalmente al vettore di velocità asintotico dell'aria 'v' e tale da creare, componendosi con L e D, una terna levogira ortogonale.

Nello specifico caso di un velivolo in moto generico, la portanza viene generata tramite le forze aerodinamiche che agiscono prevalentemente sull'ala e sugli impennaggi di controllo.
Qualora l'ala non venga realizzata in un solo elemento, ma sia divisa in due parti collegate separatamente alla fusoliera, si parlerà più propriamente di "semiala" rispettivamente sinistra e destra: comunque generalmente la dizione semiala viene usata anche per riferirsi indistintamente alla metà destra o sinistra della stessa.
La maggior parte dei velivoli moderni è dotata di una sola ala di tipo rigido (ovvero munita di apposite superfici mobili di controllo), ma non mancano esempi di velivoli con più ali: si parla allora di biplani (due ali sovrapposte, eventualmente sfalsate) o di triplani (tre ali sovrapposte e leggermente sfalsate). Qualora le ali di un biplano abbiano dimensioni significativamente diverse, si parla di aereo ad un'ala e mezzo, o sesquiplano.
Il deltaplano è una particolare aerodina munita di ala autostabile e non rigida, ovverosia la sua geometria può variare in base al peso al decollo ed alle condizioni/manovre in volo; spesso è denominata anche ala Rogallo.
Anche il parapendio ha un'ala mantenuta in forma dalla pressione dell'aria generata dal suo moto ed è anch'essa di tipo flessibile (non rigida) in volo.
Esistono anche velivoli dotati di ali tozze e grandi piani di coda che volano, di solito sull'acqua, a pochi metri dalla superficie sfruttando l'effetto suolo.
Questi aerei, detti ekranoplani, sono caduti praticamente in disuso.

## Profilo alare
Elementi geometrici caratteristici di un'ala di apertura finita
1. Semiapertura alare "b/2" (distanza retta dalla center line al tip, riferita alla sulla proiezione in pianta)
2. Apertura alare "b" (distanza retta tip-tip, riferita alla sulla proiezione in pianta)
3. Superficie alare di riferimento geometrica "S" (proiezione in pianta, sul piano XY)
4. Corda alare in pianta "c", secondo le bitangenti alla corda in sezione (vedasi nel seguito la corretta definizione in sezione)
5. Dorso alare od estradosso (vedasi nel seguito la corretta definizione in sezione)
6. Ventre alare od intradosso (vedasi nel seguito la corretta definizione in sezione)
7. Piano longitudinale di sezione (parallelo al piano di simmetria longitudinale XZ)

La soprastante rappresentazione secondo proiezioni ortogonali è una tipica e comoda modalità d'identificare un'ala di apertura finita (anche detta ala reale), simmetrica rispetto al piano XZ longitudinale (verticale); è altresì estremamente utile per comprendere la definizione di tutte le componenti fondamentali ed i nomi utilizzati per definirle. 
Per ali rettangolari e prive di diedro praticando una sua sezione con un piano verticale XZ parallelo al piano contenente l'asse longitudinale di simmetria, si ottiene la sezione del profilo alare. 
Teoricamente anche se le possibili forme bidimensionali delle sezioni alari sono infinite, nella pratica quelle maggiormente studiate ed utilizzate sono un piccolo sotto insieme e vengono caratterizzate da sigle univoche che ne definiscono in dettaglio le caratteristiche geometriche e prestazionali ed, in genere, vengono raggruppate in specifiche serie e/o famiglie. 
Un'ala può essere a profilo costante quando questo è il medesimo in ogni sezione nel senso della semiapertura procedendo dall'asse di simmetria (Center Line, CL) verso l'estremità (Tip), oppure a profilo variabile quando in stazioni a differente distanza dall'asse longitudinale, vengono adoperati profili diversi, assegnati, che seguono leggi di variazione particolari tra le stazioni di riferimento stesse. 
Generalmente il profilo tende ad "accorciarsi" nella vista sul piano XY (rastremazione in pianta) ed a ridurre anche il suo spessore massimo (attenzione: spessore massimo, non spessore relativo massimo, che può anche aumentare se la distribuzione della tipologia dei profili in apertura varia!) secondo andamenti lineari o più complessi, mano a mano che ci si allontana dalla Center Line alare: le ragioni sono molteplici e di natura sia fluidodinamica/controllabilità in volo, che di peso/ottimizzazione della resistenza strutturale. 
Una plausibile prima classificazione delle famiglie dei profili può essere compiuta, storicamente, basandosi sulla forma della curvatura assunta dal ventre e dal dorso, ovvero osservando l'andamento complessivo del contorno stesso:
- Concavo convessi: hanno l'estradosso convesso e l'intradosso concavo (ad es., il Gottinga 335), oppure estradosso convesso ma intradosso con tratti convesso nella zona prodiera e concavo nella rimanente zona poppiera (ad es., il Gottinga 532);
- Piano convessi: l'estradosso è convesso, mentre gran parte dell'intradosso è piatto (tipico profilo è il Clark Y);
- Biconvessi: intradosso ed estradosso hanno curvature opposte; se i contorni superiore ed inferiore sono differenti, si parlerà di profili biconvessi asimmetrici (ad es., il NACA 2412), viceversa se hanno curvatura identica ma opposta (simmetrica rispetto alla corda geometrica), si parlerà di profili biconvessi simmetrici (ad es., il classico NACA 0012);
- A doppia curvatura o Autostabili: hanno estradosso ed intradosso con tratti opposti convessi-concavi nella zona prodiera e concavi-convessi nella rimanente zona poppiera, assumendo un caratteristico andamento ad 'S' con il bordo d'uscita lievemente rialzato (ad es., il NACA M 24); talvolta invece l'intero ventre può essere interamente concavo (ad es., il NACA M 6) con il bordo d'uscita dalla tipica forma rialzato o 'relevè'.

Altre classificazioni importanti sono fatte basandosi su alcune specifiche caratteristiche fluidodinamiche, come l'estensione della laminarità su buona parte del contorno (famiglie cosiddette 'laminari'), oppure idonee a ritardare e/o mitigare il più possibile gli effetti nocivi legati alla comprimibilità per consentire di volare ad alti numeri di Mach (0.60 ~ 0.85) in crociera (famiglie cosiddette 'supercritiche' o di R. T. Whitcomb) ed aumentare anche la volumetria interna/rigidezza strutturale dell'ala.
Comunque inerentemente alla sola forma assunta dal contorno, questi possono in principio pensarsi come oculati affinamenti delle precedenti classificazioni riportate.

### Bordo d'entrata (o d'attacco) e bordo d'uscita (o di fuga) di un profilo
Nelle teorie sui profili alari viene esattamente indicato come 'bordo d'entrata (o d'attacco, o Leading Edge, LE)' il punto geometrico fisso coincidente con l'estremo anteriore (arrotondato in genere, ma non sempre) dello scheletro (o linea media) del profilo; tale punto per costruzione è, pertanto, anche appartenente al contorno anteriore del corpo e non è variabile con l'incidenza (o assetto) dello stesso. 

(LERX) Estensione della radice alare.

Vi possono essere anche delle estensioni del bordo d'entrata (Leading Edge Extension) che, modificando il contorno del profilo, hanno come scopo quello di ritardare o annullare la probabile separazione del flusso (laminare o turbolento), comportando un miglioramento del controllo longitudinale alle basse velocità ed alto angolo d'incidenza ed, infine, cercando anche di ridurre al contempo la possibilità di un brusco stallo.
Per la stessa ragione esistono anche delle estensioni conformanti alla radice alare denominati LERX o LEX (Leading Edge Root Extension): comumque tali dispositivi vengono usualmente adoperati su velivoli particolari (tipicamente caccia ed addestratori) per esaltarne le doti di manovrabilità in particolari condizioni di volo e richiedono una progettazione delle fusoliere che devono essere appositamente concepite per lo scopo (fusoliere cosiddette "blended wing body").
Similmente viene anche indicato come 'bordo d'uscita (o di fuga, o Trailing Edge, TE)' il punto geometrico fisso coincidente con l'estremo posteriore (appuntito in genere, ma non sempre) dello scheletro (o linea media) del profilo; anche tale punto pertanto è, per costruzione, appartenente al contorno posteriore del corpo e non è variabile con l'incidenza (o assetto) dello stesso.

#### Punti di ristagno anteriore e posteriore del profilo
Particolare attenzione dev'essere fatta nel non confondere il bordo d'entrata e d'uscita rispettivamente con i punti di ristagno anteriore e posteriore del corpo: questi infatti sono fisicamente individuati, nell'ordine, come i punti sulla superficie prodiera e poppiera del profilo dove si annulla la velocità del fluido rispetto al corpo; la posizione di questi punti varia con l'incidenza (assetto) dello stesso.
Il punto di ristagno anteriore può anche coincidere con il bordo d'entrata per una particolare incidenza di volo (incidenza definita 'ideale' o di design del profilo), ma generalmente spazia nell'intorno di esso; analogamente dicasi per il punto di ristagno posteriore, sul quale però, per gli usuali assetti di volo (bassa incidenza) ed in condizioni del moto 'a regime' (ovvero non nell'istante di partenza od arresto impulsivo del moto), in genere coincide sempre con il bordo d'uscita.
Infine la direzione del vettore velocità è, per entrambi i punti, sempre ortogonale alla locale retta tangente alla superficie di contorno nel punto stesso.

### Corda alare del profilo (corda geometrica)
La corda alare del profilo è definita come la distanza retta che unisce il bordo d'entrata al bordo d'uscita del corpo (per quanto sopra definito); è una caratteristica geometrica del corpo, univocamente determinata (def. secondo NACA). 
È bene prestare attenzione al fatto che, storicamente, anche per ragioni sperimentali e di pratica realizzazione, la corda del profilo può essere individuata in maniera leggermente differente a quanto appena detto: ad es. secondo altre fonti
(ESDU 83040) la corda viene definita come "la linea retta che unisce il bordo d'uscita (nel suo p.to medio, se 'troncato') al punto di tangenza sul contorno prodiero del profilo con una circonferenza centrata nel bordo d'uscita stesso" (si capisce che, in tale maniera, considero il massimo diametro inteso come coppie di punti appartenenti al contorno del corpo). 
Altre volte invece, specialmente in passato e su profili a forte curvatura e/o sulle eliche, ci si riferisce alla distanza di due punti individuati dalla bitangente al contorno ventrale tra la prua e la poppa del profilo, ponendolo con il ventre su un piano: comunque le differenze numeriche sulle lunghezze sono minime.
Inoltre la corda geometrica viene sempre usata per definire le posizioni relative dei profili tra loro e rispetto alla fusoliera (nel qual caso tali angoli sono denominati di 'calettamento').
Altrettanto non può invece dirsi sulla misurazione degli angoli d'incidenza quando riferiti anziché rispetto alla corda geometrica, rispetto a quella aerodinamica: l'incidenza aerodinamica o assoluta è infatti più correttamente riferita al I° Asse di portanza nulla, passante sempre per il bordo d'uscita ed univocamente individuata a seconda della famiglia d'appartenenza del profilo.
Quando il corpo ha un angolo d'incidenza aerodinamica nullo, il suo contributo portante è sempre nullo e, in presenza di fluido viscoso incomprimibile, la risultante delle forze aerodinamiche degenera nella sola componente resistiva.
Per le usuali famiglie di profili portanti, per assegnato corpo l'angolo esistente tra la corda geometrica e la corda aerodinamica in genere oscilla tra ~ 0-4° ed è una caratteristica costruttiva.

#### Spessore relativo (massimo) del profilo
Un'altra importantissima caratteristica geometrica dei profili, è il loro spessore relativo (o Thickness Ratio, t/c), definito come il rapporto tra il massimo spessore della sezione del profilo e la sua corda geometrica; generalmente viene espresso in percentuale della corda stessa ed in aerodinamica usualmente oscilla tra un minimo del ~ 4-5% ed un max. del ~ 24-25%, a seconda dei requisiti voluti. 
A sua volta lo spessore del profilo alle varie stazioni, cioè lungo la corda, è definito come la distanza tra la superficie dorsale e la ventrale, misurata perpendicolarmente alla linea media del profilo: tale valore cambia lungo la corda. 
Salvo diversa indicazione, quando si parla genericamente di spessore relativo di un corpo, in aerodinamica s'intende sempre il valore massimo del rapporto.

### Dorso (estradosso) e ventre (intradosso) del profilo
Da un punto di vista fluidodinamico, i punti di ristagno anteriore e posteriore (per come definiti poco più in alto) dividono la superficie bagnata del profilo in un tratto superiore, detto dorso (o estradosso), ed in un altro inferiore detto ventre (o intradosso). 
Poiché i punti di ristagno variano con l'incidenza, l'estensione delle due aliquote non è sempre costante. Talvolta dorso e ventre vengono anche definiti (impropriamente), da un punto di vista geometrico, con il bordo d'entrata e d'uscita del profilo per avere una suddivisione del contorno invariabile (costante) con l'incidenza, ma è bene comunque precisare che la dizione fluidodinamica è quella fisicamente più importante e corretta.

### Scheletro (o linea media) e 'camber'(o freccia) del profilo
Nella teoria dei profili sottili si definisce scheletro (o linea media, o Mean Line) di un profilo il luogo dei punti (centri delle circonferenze inscritte nel profilo alare) equidistanti dalla superficie del corpo. 
L'equazione della linea media del profilo può assumere leggi analitiche anche molto complesse, a seconda del corpo in studio; inoltre viene spesso utilizzata per classificare varie famiglie di profili in base a ben precisi impieghi o distribuzioni di pressione (carico) lungo le corde.
Viene definito invece 'camber' del profilo (o freccia della linea media) la massima distanza dalla corda geometrica (ed ortogonalmente ad essa) dei punti componenti la linea media. 
Tale parametro usualmente viene espresso percentualmente come rapporto tra esso e la corda geometrica. 
Il camber è una misura dell'asimmetria dello scheletro del profilo, ovverosia di quanto esso è curvato rispetto al suo equivalente simmetrico: tanto più alto è tale valore, tanto più 'negativo' dovrà essere l'angolo d'incidenza rispetto alla corda geometrica per avere un coefficiente di portanza nullo (ovvero: angolo d'incidenza assoluta nullo).
L'andamento dello scheletro e degli spessori relativi lungo la corda (da cui viene indirettamente individuato il camber) sono due fattori fondamentali nel definire le famiglie dei profili e parte delle loro caratteristiche.

### Apertura alare e superficie alare di riferimento
L'apertura alare geometrica 'b' (wing span) rappresenta la distanza retta tra le estremità lungo una direzione ortogonale rispetto all'asse di simmetria alare (Center Line 'CL') secondo la sua proiezione in pianta. 
La superficie alare di riferimento (geometrica, o gross reference wing area) rappresenta la proiezione in pianta dell'intera ala tra le corda poste all'estremità alare fino alla medesima sul piano di simmetria della stessa. 
Generalmente viene indicata con la lettera maiuscola 'S' e rappresenta la più importante superficie di riferimento per i calcoli di dimensionamento e prestazionali.
Qualora sia presente anche la fusoliera, si tiene conto anche dell'aliquota di superficie presente all'interno di essa, prolungandone il perimetro fino alla Center Line.

#### Allungamento alare (geometrico, o Aspect Ratio)
L'allungamento alare 'A' (geometrico, o Aspect Ratio, AR) di un'ala è univocamente definito come il rapporto tra l'apertura alare 'b' al quadrato e la sua superficie alare 'S' di riferimento. 
Generalmente viene indicato con 'A' o con 'AR' ed è adimensionale; analiticamente pertanto vale:
{\displaystyle A={b^{2} \over S}} [adim.]
È un importantissimo parametro geometrico di "finitezza" (in senso dimensionale!) dell'ala e da esso dipendono numerose prestazioni aerodinamiche del velivolo, ma anche di sensibili incrementi del peso della cellula e riduzione della volumetria interna, poiché sostanzialmente è un indice di 'snellezza' dell'ala nel senso dell'apertura.

## Geometria dell'ala
Geometricamente parlando, un'ala può fondamentalmente essere individuata da una serie di fattori che di seguito elencheremo.

### Forma in pianta dell'ala
Con questo termine s'indica la forma del contorno alare secondo una proiezione ortogonale in pianta della stessa; le principali famiglie possono essere così suddivise: rettangolari, trapezoidali, ellittiche (simmetriche e non), a freccia (positiva e negativa), a delta (e doppio delta), a delta ogivale ed obliqua.

Ala rettilinea a corda costante e angolo di freccia nullo
Ala dritta con leggero angolo di freccia e corda alare variabile
Ala trapezoidale con forte angolo di freccia e corda alare variabile

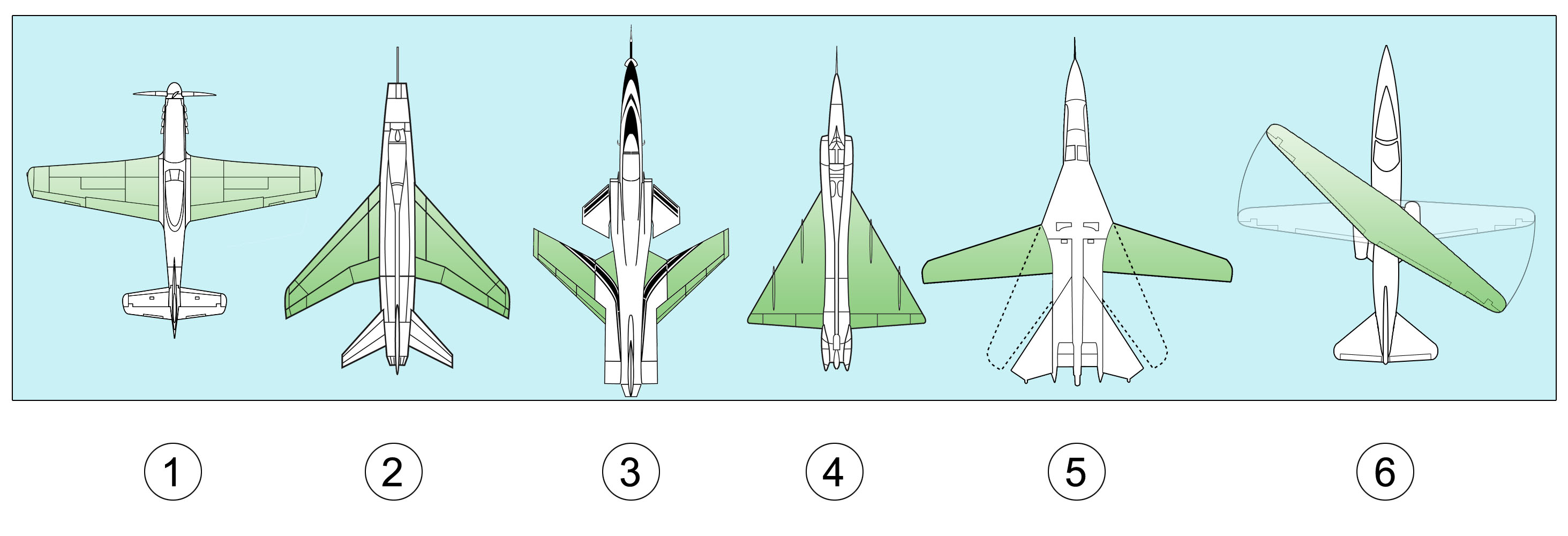

Sulla base della geometria in pianta, è possibile classificare la proiezione in pianta delle ali nella sottostante maniera:
  0. ala rettilinea (o ala dritta): sono quelle ali nelle quali tra le due semiali non vi è angolo di freccia e la corda alare è costante; la tipica ala dritta è quella a pianta rettangolare e, costruttivamente, è anche la più semplice;
1. ala trapezoidale: quando l'ala dritta ha un modesto angolo di freccia ed una corda alare in pianta variabile, si dice che è rastremata (rastremazione in pianta); esse hanno generalmente modesti angoli  (minori di ~10°) di freccia al LE (freccia positiva) o TE (freccia negativa) e possiedono un ben preciso rapporto di rastremazione in pianta "λ" (definito come rapporto tra la corda al tip alare e la stessa sulla sua Center Line: λ = Ct/Ccl) delle corde. Casi particolari: 1) ala rettangolare: hanno rapporto di rastremazione λ unitario (λ = 1) e frecce al LE e TE nulle ({\displaystyle \Lambda _{\mathrm {LE} }} = {\displaystyle \Lambda _{\mathrm {TE} }} = 0); 2) ali a delta e romboidali: hanno rapporto di rastremazione λ nullo (λ = 0) e frecce al LE e TE spesso molto marcati (si veda di seguito per ulteriori dettagli);
2. ala a freccia positiva: sono quelle ali con freccia positiva sia sul bordo d'entrata che d'uscita;
3. ala a freccia negativa: sono quelle ali con freccia negativa sia sul bordo d'entrata che d'uscita;
4. ala a delta: sono ali con marcata freccia positiva sul bordo d'entrata e con freccia nulla sul bordo d'uscita (hanno λ = 0 e forma di triangolo isoscele, che richiama la lettera maiuscola greca delta «Δ»);
5. ala a geometria variabile: sono ali capaci di variare la freccia in volo ruotando, in maniera sincrona, le semiali intorno due punti (pivots);
6. ala obliqua: particolare ala a geometria variabile in cui l'angolo di freccia in volo viene variato ruotando, in maniera asincrona e solidalmente, l'intera ala intorno ad un punto (pivot);
7. ala ellittica: sono ali con una distribuzione delle corde in pianta ellittiche (Nota: possono essere simmetriche o non simmetriche, in quest'ultimo caso al limite anche con bordo d'entrata o d'uscita rettilinei!);
8. ala volante: sono ali autostabili (grazie ad un'opportuna scelta della freccia in pianta, rastremazione, profili e loro twist in apertura), cioè senza una coda fisica distinta per garantirne la stabilità e manovrabilità;
9. ala a delta ogivale: variante dell'ala a delta, la parte interna dell'ala ha un angolo di freccia molto alto, mentre la parte esterna ha meno angolo di freccia; la variazione tra i due angoli è molto dolce e dettato da esigenze aerodinamiche;
10. ala a doppio delta: variante dell'ala a delta, la parte interna dell'ala ha un angolo di freccia molto alto, mentre la parte esterna ha meno angolo di freccia; la variazione tra i due angoli è brusca;
11. ala romboidale (o a diamante): sono un caso particolare di ala trapezoidale con rapporto di rastremazione in pianta nullo (λ = 0) e frecce al LE e TE in genere molto marcate.

L'estremità dell'ala può essere più o meno elaborata in modo tale da ridurre la vorticità concentrata localmente generata dalla finitezza dell'organo portante e, quindi, l'aliquota resistiva ad essa associata.

### Angolo di freccia al naso (oWing Apex angleΛ0{\displaystyle \Lambda _{0}}) ed angoli di frecciaΛi{\displaystyle \Lambda _{i}}alari
L'angolo di freccia al naso {\displaystyle \Lambda _{0}}è, per definizione, l'angolo formato dai bordi d'entrata delle due semiali nel loro punto d'intersezione sul piano di simmetria alare; ha un interesse prevalentemente geometrico.
L'angolo di freccia alare {\displaystyle \Lambda _{i}}non è unico, ma ne esistono di differenti a seconda delle necessità; considerando la semiala sinistra (rotazioni positive antiorarie ed origine su un asse ortogonale al piano di simmetria alare passante per il wing apex "O") e procedendo dal bordo d'entrata verso il bordo d'uscita, i più rappresentativi sono:
1. angolo di freccia al bordo d'entrata {\displaystyle \Lambda _{\mathrm {LE} }}, che, per ali con bordi d'entrata rettilinei è compreso tra un asse ortogonale al piano di simmetria alare ed i bordi d'entrata stessi: positivo se antiorario;
2. angolo di freccia al 25% delle corde {\displaystyle \Lambda _{\mathrm {25} }}, è compreso tra un asse ortogonale al piano di simmetria alare ed un asse inviluppo dei punti al 25% dei profili in apertura: positivo se antiorario. È l'angolo più importante da un punto di vista aerodinamico;
3. angolo di freccia al 50% delle corde {\displaystyle \Lambda _{\mathrm {50} }}, è compreso tra un asse ortogonale al piano di simmetria alare ed un asse inviluppo dei punti al 50% dei profili in apertura: positivo se antiorario. È spesso utilizzato nella calcolo delle pendenze {\displaystyle Cl_{w}=f(\alpha )}dell'ala intera qualora si debba tenere in conto della rastremazione in pianta delle corde;
4. angolo di freccia al bordo d'uscita {\displaystyle \Lambda _{\mathrm {TE} }}, che, per ali con bordi d'uscita rettilinei è compreso tra un asse ortogonale al piano di simmetria alare ed i bordi d'uscita stessi: positivo se antiorario.

Esistono ance altri angoli di freccia caratteristici (ad esempio come il {\displaystyle \Lambda _{\mathrm {max} }}inviluppo dei punti delle sezioni aventi lo spessore relativo massimo t/c|max) che vengono adoperati per altri scopi (calcolo strutturale. delle ali equivalenti, etc.).
I due valori sono direttamente collegati: ad esempio ad un angolo di naso di 180 gradi corrisponde un angolo di freccia di zero gradi, e ad una freccia di 30° corrisponde un angolo di naso di 120°. In generale:
{\displaystyle 2\Lambda _{i}+\Lambda _{\mathrm {0} }=180^{\circ }}.
L'adozione di una freccia alare è dovuta a vari fattori. Storicamente è stata introdotta principalmente per aumentare il numero di Mach critico, ovvero il numero di Mach minimo al quale il flusso sull'ala comincia a diventare sonico. A queste condizioni la resistenza aerodinamica inizia ad aumentare molto fortemente.
Dato che principalmente è la componente normale al bordo d'attacco dell'ala (ovvero la perpendicolare nel piano dove giacciono velocità e bordo d'attacco) quella che contribuisce alla generazione delle forze aerodinamiche, l'angolo di freccia riduce tale componente. Dalla definizione di numero di Mach:
{\displaystyle Ma_{\mathrm {(critico\ a\ \Lambda \neq 0)} }=Ma_{\mathrm {(critico\ a\ \Lambda =0)} }{\frac {1}{\cos \Lambda }}}
Nei velivoli relativamente lenti, cioè ad una velocità minore di Ma ≈ 0,6 (il valore dipende molto dalle caratteristiche geometriche dell'ala) risulta conveniente l'utilizzo di un'ala trapezoidale senza freccia o con una freccia molto piccola.
Nel volo a velocità maggiore, l'ala può accelerare a velocità supersonica piccole zone di flusso sul dorso, e generare onde d'urto che aumentano la resistenza. All'aumentare della velocità di volo, la zona interessata dalle onde d'urto crescerà fino a contenere tutto il profilo alare.
L'onda d'urto generata ha un angolo di incidenza sulla fusoliera tanto minore quanto maggiore è la velocità dell'aereo. È importante che le ali dell'aereo rimangano all'interno del cono formato da quest'angolo, quindi quanto maggiore deve essere la velocità raggiungibile dall'aereo, tanto minore deve essere l'angolo di freccia. In regime supersonico, ad esempio, ad una velocità di Mach 3 (3 volte la velocità del suono) l'angolo sarà di circa 60 gradi, quindi la freccia delle ali dovrà essere inferiore ai 30 gradi. Gli alianti invece, per motivi di posizionamento del baricentro, spesso hanno le ali con angolo di freccia leggermente negativo.
I vantaggi di un angolo di freccia sono:
- aumento del Mach critico;
- diminuzione della sensibilità alle perturbazioni (diminuisce la sensibilità della portanza all'angolo d'attacco);
- riduzione della resistenza.

Gli svantaggi invece sono:
- diminuzione del massimo coefficiente di portanza al variare dell'angolo d'attacco;
- ispessimento dello strato limite alle estremità alari a causa di una componente della velocità parallela al bordo d'attacco;
- peggiori caratteristiche alle alte incidenze: tendono a stallare prima le estremità alari e quindi l'aereo tende ad alzare il muso esaltando il fenomeno invece di contrastarlo.

## Posizione dell'ala e peculiarità

### Angolo diedro

diedro alare e vento laterale

Osservando un'ala in proiezione frontale, è possibile valutare se entrambe le semiali giacciano sullo stesso piano o se, invece, formino un angolo (rivolto verso il basso o verso l'alto) nel loro punto di incontro lungo la fusoliera.
L'angolo eventualmente formato dalle semiali con un piano orizzontale viene detto angolo di diedro e la sua presenza ha una notevole importanza nel rendere un velivolo autostabile. L'autostabilità di un velivolo è la capacità di un velivolo di ritornare autonomamente in una posizione stabile dopo una sollecitazione.
Si consideri a titolo d'esempio una perturbazione tale da far rollare il velivolo, partendo quest'ultimo da una condizione di volo rettilineo e uniforme. In base a semplici considerazioni geometriche nascerà una componente della forza peso perpendicolare al piano di simmetria dell'aeromobile tale da generare un moto laterale. Con angolo di diedro positivo la semiala abbassatasi per il movimento di rollio sarà soggetta ad un aumento dell'angolo di incidenza dovuto alla velocità laterale (viceversa per l'altra semiala): ne nascerà un momento di rollio tale da opporsi alla perturbazione iniziale.
È intuitivo che se le ali avessero un diedro negativo l'aereo risponderebbe ad una instabilità divenendo ancora più instabile. Questa condizione di instabilità rende l'aereo più difficilmente pilotabile, ma contemporaneamente lo rende anche più maneggevole. Ali a diedro negativo si possono trovare su aerei quale il MiG-29, il MiG-15 o, ancora più evidente, nell'F-104.

### Posizione dell'ala
A seconda della posizione rispetto alla fusoliera l'ala può essere:
- alta: Posta sopra la fusoliera
- media o trasversante: Posta in prossimità della mediana della fusoliera
- bassa: Sottostante alla fusoliera.

| ala bassa | ala media | ala alta | ala alta a parasole (o controventata) |

La posizione dell'ala è un importante fattore di stabilità. Un'ala alta rende l'aereo più stabile, perché l'aereo si trova "appeso" alle ali: il suo baricentro è più in basso del punto di applicazione della portanza, quindi l'aeromobile tende a ritornare da solo in una posizione stabile.
L'ala bassa invece, con il baricentro collocato sopra al punto di applicazione della portanza, rende l'aereo più instabile ma al contempo gli conferisce una maggiore maneggevolezza.
L'ala media richiede una struttura leggermente più complessa, ma migliora leggermente le prestazioni del velivolo riducendo la resistenza di forma. Per questo motivo è spesso utilizzata negli aerei di linea moderni e negli alianti.
Si può notare che in genere gli aerei con ala bassa richiedono il diedro positivo per avere un minimo di stabilità (come la maggior parte dei Piper), mentre gli aerei con l'ala alta non richiedono il diedro (come la maggior parte dei Cessna).

### Ala a fessura
Se l'ala è interrotta da più fessure parallele all'apertura alare, viene detta ala a persiana.

### Ala a sbalzo
Viene detta ala a sbalzo un'ala che per tutta la propria lunghezza (nel senso dell'apertura alare) non presenti strutture di sostegno esterne, risultando fissata alla fusoliera soltanto nella parte centrale.
Quando invece oltre al punto di fissaggio centrale siano presenti uno o più tiranti di sostegno che arrivano a meno di metà semiala di distanza dalla fusoliera, le ali vengono dette a semisbalzo.

## Strumenti tipici di variazione del profilo alare
Se il profilo alare determina le caratteristiche di volo di un'ala e quindi di un aeromobile (prima fra tutte la velocità minima di volo in sicurezza) diviene evidente che, qualora un'ala sia progettata per volare in modo ottimale ad elevate velocità, sarà piuttosto impegnativo effettuare i decolli e gli atterraggi (che iniziano e si concludono con l'aeromobile fermo). Ideale è quindi la possibilità di variare il profilo alare (non la geometria alare) nelle diverse fasi: un profilo in grado di sviluppare elevata portanza alle basse velocità (per le manovre di decollo ed atterraggio) e di produrre invece scarsa resistenza alle alte velocità. A tale fine gli aeromobili utilizzano alcuni strumenti particolari:
LEGENDA:
1. aletta d'estremità (winglet)
2. alettone d'estremità
3. alettone interno
4. carenatura degli attuatori
5. ipersostentatore di bordo d'attacco (slat)
6. ipersostentatore di bordo d'attacco (slat)
7. ipersostentatore di bordo d'uscita (flap)
8. ipersostentatore di bordo d'uscita (flap)
9. deflettore di flusso (spoiler).
10. deflettore di flusso (spoiler).

### Freni aerodinamici e diruttori di flusso
Vi sono casi nei quali è conveniente ridurre anche drasticamente la portanza sviluppata da un'ala per consentire una rapida perdita di quota (è ad esempio il caso degli alianti, dotati solitamente di una elevata efficienza: ridurre la portanza a bassa quota facilita l'atterraggio).
Anche gli aerei di linea usano questa tecnica subito dopo l'atterraggio, perché l'efficacia della frenata, dopo il contatto delle ruote con il suolo, dipende grandemente dal peso che grava sulle ruote stesse.
Tale riduzione di portanza viene ottenuta dai freni aerodinamici o dai diruttori di flusso, (detti anche spoiler): si tratta di elementi mobili, posti sul dorso dell'ala, che possono alzarsi staccando il flusso d'aria e creando una bolla di ricircolo a pressione ambiente e quindi eliminando quasi completamente la portanza in quel punto dell'ala.
Un'altra funzione degli spoiler è la correzione in volo dell'imbardata inversa prodotta dal movimento degli alettoni durante la virata. In questo caso infatti l'ala che si solleva, per effetto della deflessione in basso dell'alettone, produce una resistenza indotta maggiore dell'ala che si è abbassata. Ne consegue un movimento di imbardata che porta il muso dell'aereo in direzione opposta al senso di virata. Nei moderni aerei commerciali questa imbardata si compensa con i flight spoiler, ovvero si solleva il deflettore sull'ala che si abbassa - dove cioè l'alettone è ruotato verso l'alto - compensando in questo modo la resistenza indotta dell'ala opposta.

### Ipersostentatori

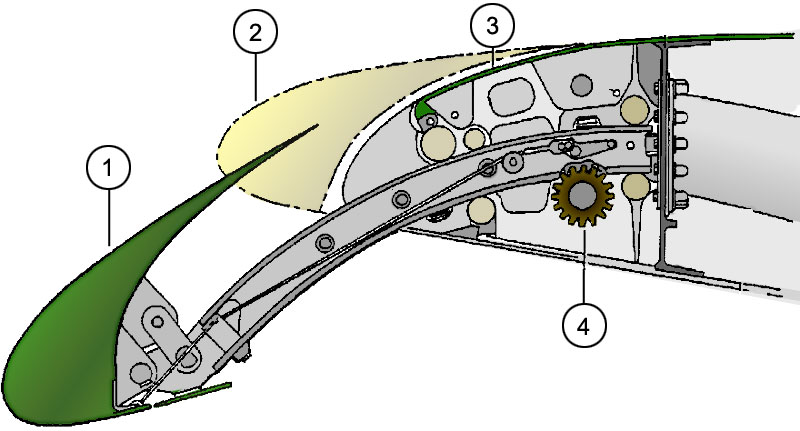
Meccanismo di azione di uno slat:
1: slat esteso;
2: slat retratto;
3: superficie alare;
4: meccanismo di estrazione.

Vi sono casi nei quali si desidera incrementare la portanza sviluppata da un'ala, tipicamente alle basse velocità. Di solito ciò avviene nelle fasi decollo e di atterraggio.
Tale aumento viene ottenuto da strutture mobili che modificano il profilo alare, aumentandone spesso anche la corda: si parla in questo caso di flap (quando le parti mobili modificano il bordo di uscita) oppure di slat (quando le parti mobili modificano il bordo di entrata dell'ala).
Durante il volo normale, invece, tali strutture vengono ritirate, perché solitamente queste superfici non incrementano soltanto la portanza, ma anche la resistenza dell'ala (rendendola poco idonea al volo ad alte velocità).

### Alettoni
Gli alettoni sono sezioni mobili dell'ala, incernierati lungo il bordo di uscita. Un alettone è in grado di variare le caratteristiche aerodinamiche dell'ala in cui si trova aumentandone o diminuendone la portanza.
Se vengono utilizzati gli alettoni di una sola semiala, il risultato è una variazione di assetto dell'intero apparecchio, principalmente attorno all'asse di rollio.

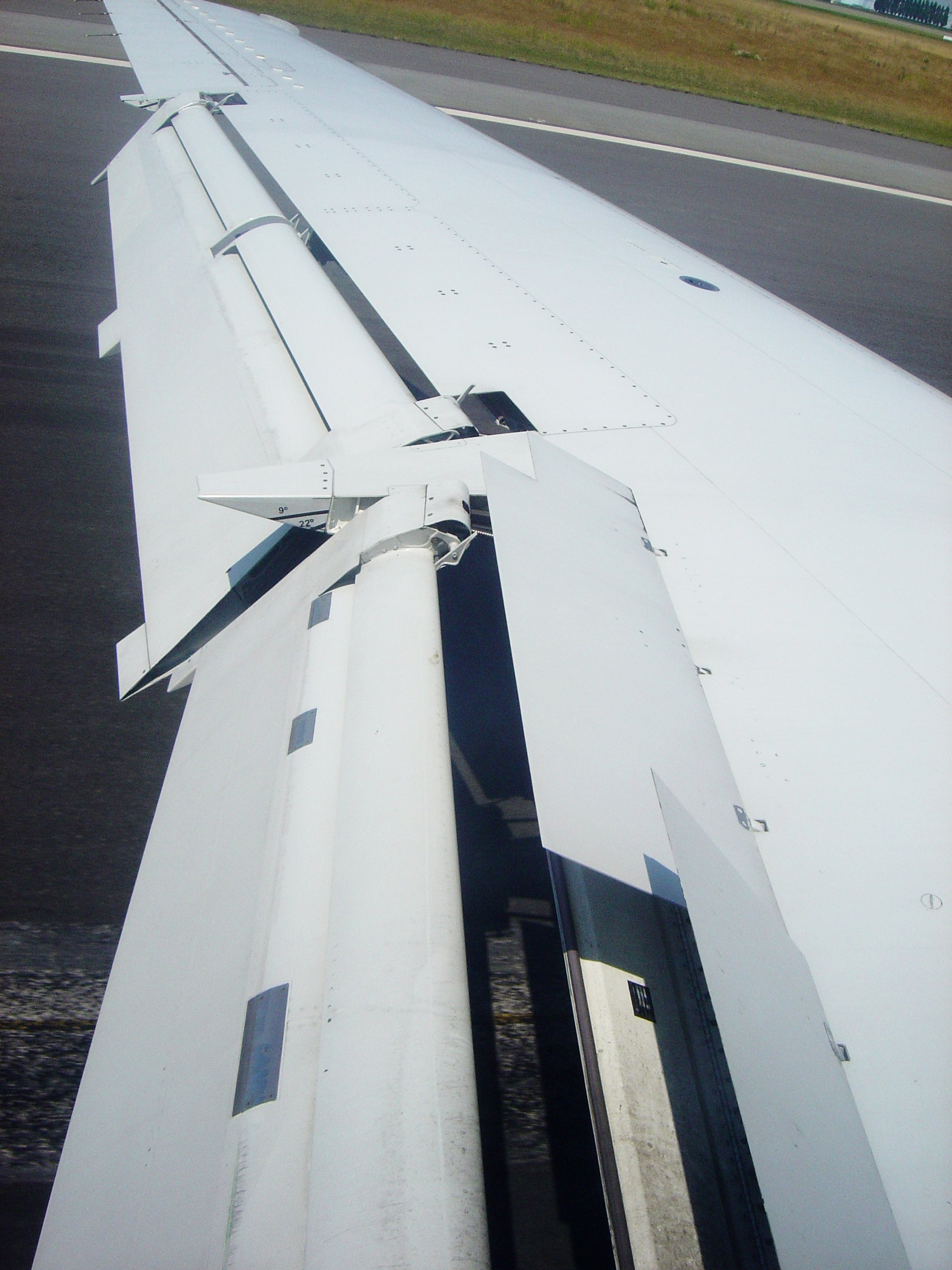
Atterraggio: si notino gli ipersostentatori (le superfici ruotate verso il basso) alla loro massima estensione ed i deflettori estesi sul dorso.

### Paretine antiscorrimento
Le Paretine antiscorrimento sono sezioni fisse dell'ala, incernierati lungo il bordo d'attacco. questo elemento viene utilizzato per ridurre la componente che scorre lungo il bordo d'attacco nelle ali a freccia e che andrebbe poi ad accentuare i vortici d'estremità d'ala, andando in parte a svolgere la funzione dell'aletta d'estremità.

### Altre funzioni
Oltre alla funzione aerodinamica, alle ali sono spesso demandati anche altri compiti, che richiedono elementi strutturali specifici:
- Dispositivi antighiaccio a riscaldamento o pneumatici: Su molti aerei, soprattutto di linea, il bordo d'attacco può essere dotato di dispositivi antighiaccio: la formazione di ghiaccio sulle ali è infatti pericolosa. I dispositivi antighiaccio si dividono in due categorie:
  - Dispositivi Anti-icing: che prevengono la formazione del ghiaccio sulle varie superfici
  - Dispositivi De-icing: che hanno il compito di eliminare il ghiaccio formatosi sulle superfici
- Caverie e comandi: nell'ala trovano posto tutti i cavi ed i rimandi necessari per muovere le superfici di cui sopra.
- Motori: spesso i motori sono posizionati sulle ali e, in questi casi, le ali hanno opportuni castelli e rinforzi per il contenimento del peso e per il trasferimento all'intero apparecchio della spinta generata dai motori.
- Serbatoi: il posizionamento dei serbatoi nelle ali ha il vantaggio di mantenere le variazioni di peso legate al consumo di carburante in una posizione vicina al baricentro dell'intero apparecchio, riducendo gli effetti delle variazioni stesse sull'assetto di volo. I serbatoi degli aerei sono realizzati in modo da minimizzare l'effetto del rollio del carburante.
- Carrelli retrattili: il posizionamento dei carrelli nelle ali si rende necessario per ottenere una distanza sufficiente tra le ruote medesime, dando stabilità al mezzo quando si muove al suolo (e durante l'atterraggio). Considerazioni legate alla resistenza che le ruote genererebbero ad alte velocità ne suggeriscono la 'scomparsa' durante il volo: esse vengono richiamate in appositi alloggiamenti ricavati nella ali stesse.
- Luci di posizione: Servono soprattutto per poter essere visibili da altri aeromobili e dalla torre di controllo.
- Armi, munizioni: nel caso di aerei ad uso militare; anche in questo caso valgono le considerazioni di peso svolte per il carburante.